# Johann Heberer sen.
Johann Heberer (* 3. September 1568 in Schweinfurt; † 5. Januar 1628 ebenda) war ein deutscher Syndicus, Stadtschreiber und Geschichtsschreiber (Historiograph) in Schweinfurt.

## Leben und Wirken

### Familie
Heberer entstammte einer Familie, deren Mitglieder sich über mehr als hundert Jahren um das öffentliche Wohl und verschiedene Freie und Reichsstädte des Heiligen Römischen Reichs Deutscher Nation verdient gemacht haben.
Sein Vater war der langjährige Ratsherr in Schweinfurt und Verwalter des städtischen Spitals (Spitalkeller) Erhard Heberer (um 1525–1581), der verheiratet war mit Veronica Lösch, der Tochter des Nicolaus Lösch.
Erwähnenswert sind folgende Söhne des Johann Heberer:
- Marcus Heberer (1592–1665), der nach dem Tode seines Vaters im Jahre 1628 zum Stadtschreiber in Schweinfurt bestellt wurde.
- Johann Elias Heberer (1598–1634), dessen Sohn, Johann Philipp Heberer (1625–1701), Consulent und Syndicus bei der Reichsstadt Weißenburg gewesen ist.
- Johann Erhard Heberer (1604–1663), schwedischer Administrator (Vogt) des Amtes Mainburg, Handelsmann, Ratsherr und Bürgermeister in Schweinfurt.
- Johann Heberer (1608–1675), Verwalter zu Bergrheinfeld bei Schweinfurt, Notar und Ratsherr in Schweinfurt[5]

### Leben und Bedeutung
Über seine Schulzeit ist nichts bekannt. Wegen seiner späteren beruflichen Tätigkeit kann man aber davon ausgehen, dass er Rechtswissenschaft studiert hat. 1592 trat er in den Dienst der Stadt Schweinfurt als Mitarbeiter der Kanzlei ein und wurde im Jahre 1599 nach dem Tode des Stadtschreibers (Syndicus) Nikodemus Schön zu dessen Nachfolger bestimmt. Dieses Amt übte er bis zu seinem Tod aus. Nachfolger wurde sein Sohn Marcus Heberer.
Um 1610 überarbeitete er die Alte Chronik seines Vorgängers Nikodemus Schön (1579–1599) unter Heranziehung des 1599 erschienenen Geschichtswerkes des Cyriakus Spangenberg, des ersten Historiographen der Grafschaft Henneberg.
Vor dem Dreißigjährigen Krieg trat Schweinfurt, das protestantisch geworden war, im Jahre 1608 der Protestantischen Union bei. Die Fürsten und Stände der Union hielten 1610 einen Convent in Schweinfurt ab, an dem Heberer in seiner Eigenschaft als Stadtschreiber teilnahm, wie auch an dem in Nürnberg (1615).
Am Reichstag 1613 in Regensburg, an dem ein Reichsabschied von der katholischen Mehrheit zwar beschlossen, aber von der protestantischen Minderheit verworfen wurde, nahm Heberer ebenfalls teil.